# Kronske odvisnosti
Kronske odvisnosti (angleško Crown Dependencies) so neposredne posesti britanske krone in v nasprotju z Britanskimi čezmorskimi ozemlji niso odvisna ozemlja Združenega kraljestva. Kljub temu imajo posebno ter ločeno upravo in niso del Združenega kraljestva ali Evropske unije.
Kronske odvisnosti obsegajo Otok Man v Irskem morju in Bailiwick of Jersey ter Bailiwick of Guernsey (Kanalski otoki).